# Josafá II de Moscou
Josafá II (em russo:  Иоасаф II; ? - 17 (27, de acordo com o calendário gregoriano) de fevereiro de 1672, Moscou, Czarado da Rússia), apelidado de Novotorzhets (em russo:  Новото́ржец), foi patriarca de Moscou e de Toda a Rússia (1667 - 1672), sucessor de Nicônio no trono patriarcal.